# HŠK Zrinjski Mostar
El HŠK Zrinjski Mostar (en serbocroata: Hrvatski športski klub Zrinjski Mostar) es un club de fútbol de la ciudad de Mostar, en Bosnia y Herzegovina. El club juega en la Premijer Liga y con el paso de los años se ha convertido en uno de los mejores equipos del país. Disputa sus partidos como local en estadio Bijeli Brijeg.
El club fue fundado en 1905 y es el más antiguo de Bosnia y Herzegovina. Después de la Segunda Guerra Mundial, todos los clubes que habían participado en la Prva HNL fueron prohibidos en la República Federal Socialista de Yugoslavia y el Zrinjski —el equipo de los croatas de Bosnia— fue uno de ellos. La prohibición duró desde 1945 hasta 1992, cuando el club se reformó después de la independencia de Bosnia y Herzegovina. Jugó en la Primera División de Herzeg-Bosnia hasta 2000 cuando se unió a la Premijer Liga.

## Historia

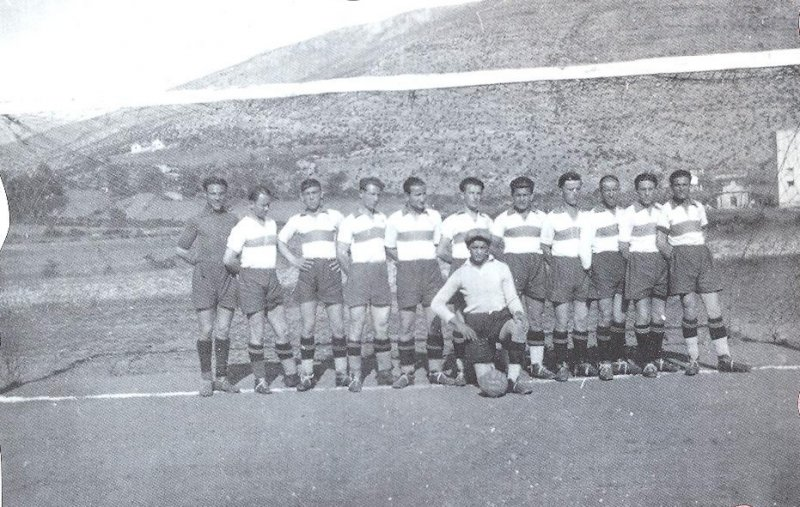
El Zrinjski en Mostar en 1929.

Se fundó en 1905, siendo el club de fútbol más antiguo de Bosnia y Herzegovina. Después de la Segunda Guerra Mundial, todos los clubes que habían participado en la liga Prva HNL durante la guerra fueron prohibidos en la República Federativa Socialista de Yugoslavia, el Zrinjski fue uno de ellos. La prohibición duró desde 1945 a 1992. El club fue reformado después de la independencia de Bosnia y Herzegovina. El club tiene su sede en el estadio Bijeli Brijeg.

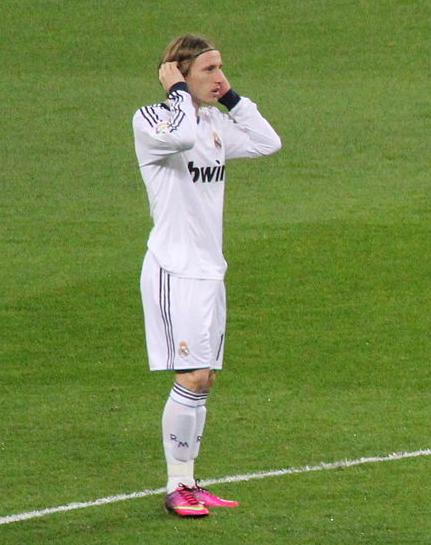
Luka Modrić formó parte del HŠK Zrinjski.

En 2005, Zrinjski celebró su primer título de la Liga Premier de Bosnia y Herzegovina.
Hoy en día, el equipo de fútbol es parte de la sociedad deportiva Zrinjski Mostar.

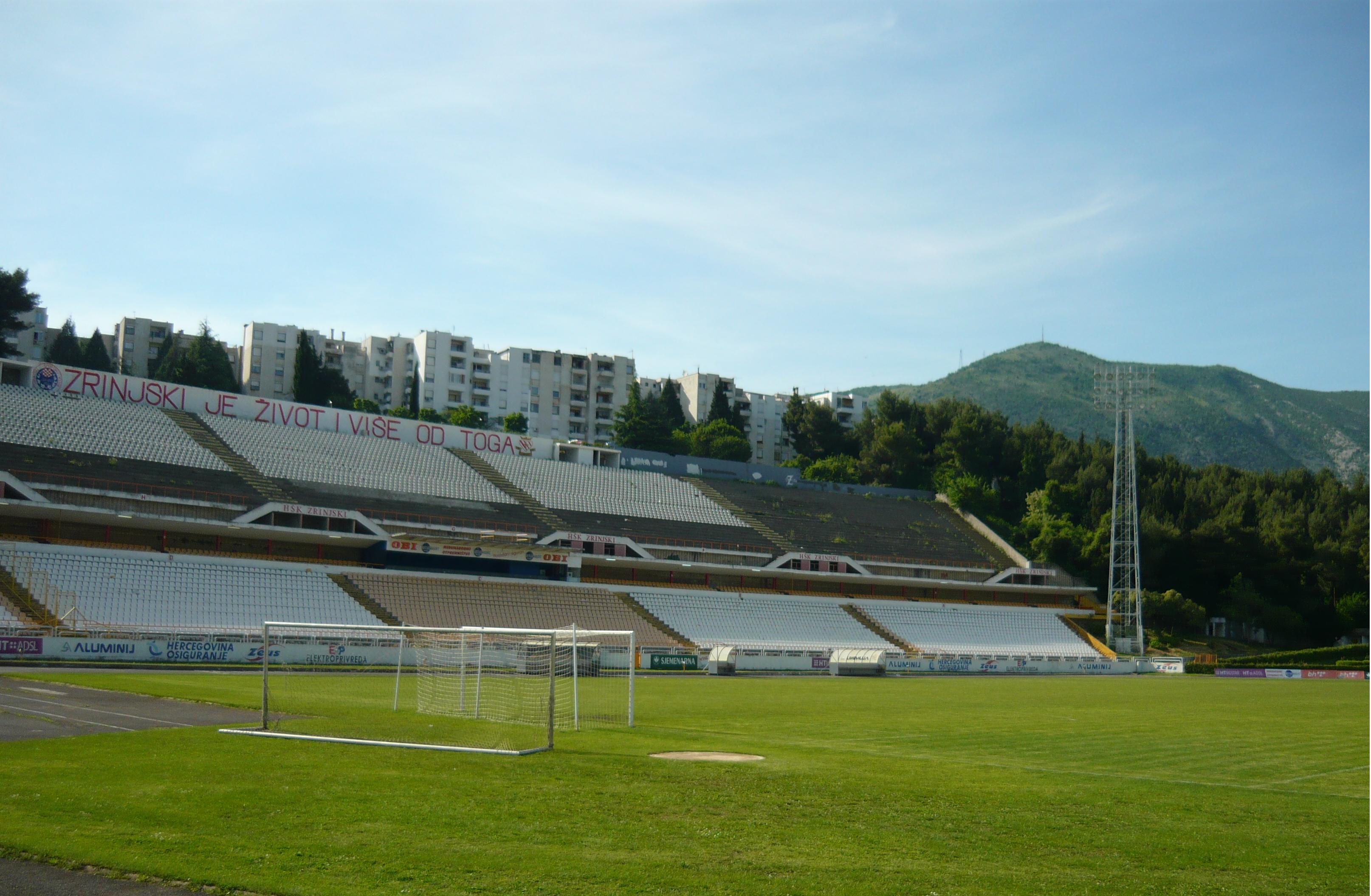
El Stadion pod Bijelim Brijegom en 2009.

## Rivalidades
El principal rival del Zrinjski Mostar es su vecino Velež Mostar, el equipo de fútbol más seguido de Mostar. El primer partido del Zrinjski contra el Velež tuvo lugar en los años 1920, pero cuando el Zrinjski fue prohibido (1945-1992) por el régimen comunista yugoslavo la rivalidad se vio interrumpida. Durante ese período, el Velež se convirtió en un club de éxito en la antigua Yugoslavia y contó con el apoyo de la mayoría de los habitantes de Mostar.

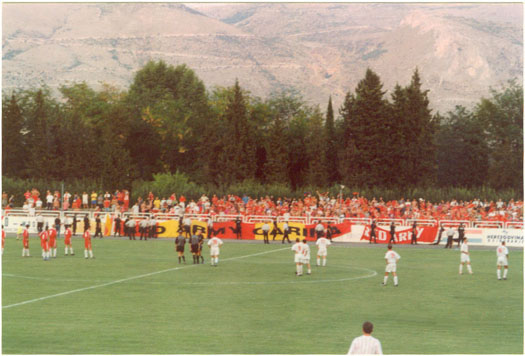
Una imagen de un derbi entre el Zrinjski y el Velež.

Después de que se levantase la prohibición contra el Zrinjski, el equipo se convirtió en uno de los símbolos más importantes de la entidad croata en Mostar y fue apoyado principalmente por croatas. El equipo rival del Velež era y es apoyado en su mayoría por bosníacos. Sin embargo, ambos equipos todavía tienen una variada base de aficionados independientemente de las divisiones étnicas.
El derbi de Mostar es un partido y rivalidad muy polémica, al igual que el derbi de Sarajevo. El 1 de marzo de 2000, Zrinjski y Velež jugaron un partido amistoso por primera vez en más de 55 años. El partido tuvo lugar en Sarajevo y terminó en un empate a dos goles. El primer partido oficial entre ambos equipos se jugó en la Liga Premier de Bosnia y Herzegovina en el estadio Brijeg Bijeli el 13 de agosto de 2000 y el Zrinjski se llevó la victoria por dos goles a cero.
Los Red Army Mostar son el grupo ultra de aficionados del Velež y los Ultras Zrinjski los de sus rivales. Estos grupos todavía representan una división entre los grupos étnicos, ya que los Ultras son casi exclusivamente croatas y los Red Army son en su mayoría bosníacos. La conexión étnica de ambas aficiones conduce a peligrosos enfrentamientos durante los derbis. Además, algunos grupos extremos del Red Army son de ideología de extrema izquierda, mientras que los Ultras Zrinjski suelen ser de extrema derecha, lo que agrava aún más su rivalidad.
Otros rivales notables del Zrinjski son los clubes de Sarajevo, el FK Sarajevo y FK Željezničar. Estos clubes son los más importantes del fútbol bosnio y, junto con el Zrinjski, suelen ser los favoritos para ocupar los primeros puestos casi cada temporada. Otra de las razones de esta rivalidad es que Mostar es el centro de Herzegovina, mientras que Sarajevo es el centro de Bosnia, y la capital de todo el país. También existe rivalidad, aunque menor, con el NK Široki Brijeg, el otro gran equipo de Herzegovina. Esta rivalidad comenzó durante la Liga de Herzeg-Bosnia (1994-2000) y continuó en la Premijer Liga.

## Jugadores

### Jugadores destacados
| - Bulent or Bulend Biščević - Mehmedalija Čović - Velibor Đurić - Samir Duro - Admir Joldić - Dušan Kerkez - Krešimir Kordić - Mario Lamešić - Davor Landeka - Nikola Marić - Goran Marković - Romeo Mitrović - Siniša Mulina - Slaven Musa - Staniša Nikolić | - Miljan Pecelj - Zoran Rajović - Vernes Selimović - Blaž Slišković - "Baka" - Sulejman Smajić - "Čaki" - Toni Šunjić - Mateo Sušić - Pavle Sušić - Stanislav Vasilj - Velimir Vidić - Vlado Zadro - Mladen Žižović - Ricardo - Miroslav Brozović - Mate Dragičević | - Ivica Džidić - Mario Ivanković - "Maka" - Mislav Karoglan - Ivan Lendrić - Armando Marenzzi - Matija Matko - Ivan Milas - Luka Modrić - Igor Musa - Levan Kutalia - Stanley Afedzie - Prince Bobby - Lamine Diarra - Marko Popović |

## Palmarés
- Liga Premier de Bosnia y Herzegovina (9): 2004-05, 2008-09, 2013-14, 2015-16, 2016-17, 2017-18, 2021-22, 2022-23, 2024-25

- Copa de Bosnia y Herzegovina (3): 2007-08, 2022-23, 2023-24.

- Supercopa de Bosnia y Herzegovina (1): 2024-25

## Participación en competiciones de la UEFA
| Temporada | Torneo                        | Ronda             | Club                 | Casa      | Visita      | Global      |
| --------- | ----------------------------- | ----------------- | -------------------- | --------- | ----------- | ----------- |
| 2000      | UEFA Intertoto Cup            | Primera ronda     | Västra Frölunda      | 2–1       | 0–1         | 2–2 (a)     |
| 2005–06   | UEFA Champions League         | 1° Clasificatoria | Dudelange            | 0–4 (aet) | 1–0         | 1–4         |
| 2006      | UEFA Intertoto Cup            | Primera ronda     | Marsaxlokk           | 3–0       | 1–1         | 4–1         |
| 2006      | UEFA Intertoto Cup            | Segunda ronda     | Maccabi Petah Tikva  | 1–3       | 1–1         | 2–4         |
| 2007–08   | UEFA Cup                      | 1° Clasificatoria | Partizan             | 1–61      | 0–5         | 1–11        |
| 2007–08   | UEFA Cup                      | 2° Clasificatoria | Rabotnički           | 1–2       | 0–0         | 1–2         |
| 2008–09   | UEFA Cup                      | 1° Clasificatoria | Vaduz                | 3–0       | 2–1         | 5–1         |
| 2008–09   | UEFA Cup                      | 2° Clasificatoria | Braga                | 0–2       | 0–1         | 0–3         |
| 2009–10   | UEFA Champions League         | 2° Clasificatoria | Slovan Bratislava    | 1–0       | 0–4         | 1–4         |
| 2010–11   | UEFA Europa League            | 1° Clasificatoria | Tobol                | 2–1       | 2–1         | 4–2         |
| 2010–11   | UEFA Europa League            | 2° Clasificatoria | Tre Penne            | 4–1       | 9–2         | 13–3        |
| 2010–11   | UEFA Europa League            | 3° Clasificatoria | Odense               | 0–0       | 3–5         | 3–5         |
| 2013–14   | UEFA Europa League            | 1° Clasificatoria | UE Santa Coloma      | 1–0       | 3–1         | 4–1         |
| 2013–14   | UEFA Europa League            | 2° Clasificatoria | Botev Plovdiv        | 1–1       | 0–2         | 1–3         |
| 2014–15   | UEFA Champions League         | 2° Clasificatoria | Maribor              | 0–0       | 0–2         | 0–2         |
| 2015–16   | UEFA Europa League            | 1° Clasificatoria | Shirak               | 2–1       | 0–2         | 2–3         |
| 2016–17   | UEFA Champions League         | 2° Clasificatoria | Legia Warsaw         | 1–1       | 0–2         | 1–3         |
| 2017–18   | UEFA Champions League         | 2° Clasificatoria | Maribor              | 1–2       | 1–1         | 2–3         |
| 2018–19   | UEFA Champions League         | 1° Clasificatoria | Spartak Trnava       | 1–1       | 0–1         | 1–2         |
| 2018–19   | UEFA Europa League            | 2° Clasificatoria | Valletta             | 1–1       | 2–1         | 3–2         |
| 2018–19   | UEFA Europa League            | 3° Clasificatoria | Ludogorets Razgrad   | 1–1       | 0–1         | 1–2         |
| 2019–20   | UEFA Europa League            | 1° Clasificatoria | Akademija Pandev     | 3–0       | 3–0         | 6–0         |
| 2019–20   | UEFA Europa League            | 2° Clasificatoria | Utrecht              | 2–1       | 1–1         | 3–2         |
| 2019–20   | UEFA Europa League            | 3° Clasificatoria | Malmö                | 1–0       | 0–3         | 1–3         |
| 2020–21   | UEFA Europa League            | 1° Clasificatoria | Differdange 03       | 3–0       |             |             |
| 2020–21   | UEFA Europa League            | 2° Clasificatoria | Olimpija Ljubljana   |           | 3–2 (aet)   |             |
| 2020–21   | UEFA Europa League            | 3° Clasificatoria | APOEL                |           | 2–2 (2–4 p) |             |
| 2022–23   | UEFA Champions League         | 1° Clasificatoria | Sheriff Tiraspol     | 0–0       | 0–1         | 0–1         |
| 2022–23   | UEFA Europa Conference League | 2° Clasificatoria | Tirana               | 3–2       | 1–0         | 4–2         |
| 2022–23   | UEFA Europa Conference League | 3° Clasificatoria | Tobol                | 1–0       | 1–1         | 2–1         |
| 2022–23   | UEFA Europa Conference League | Playoff           | Slovan Bratislava    | 1–0       | 1–2 (aet)   | 2–2 (5–6 p) |
| 2023–24   | UEFA Champions League         | 1° Clasificatoria | Urartu               | 2–3 (aet) | 1–0         | 3–3 (4–3 p) |
| 2023–24   | UEFA Champions League         | 2° Clasificatoria | Slovan Bratislava    | 0–1       | 2–2         | 2–3         |
| 2023–24   | UEFA Europa League            | 3° Clasificatoria | Breiðablik           | 6–2       | 0–1         | 6–3         |
| 2023–24   | UEFA Europa League            | Playoff           | LASK                 | 1–1       | 1–2         | 2–3         |
| 2023–24   | UEFA Europa Conference League | Fase de grupos    | AZ                   | 4–3       | 0–1         | 4° lugar    |
| 2023–24   | UEFA Europa Conference League | Fase de grupos    | Aston Villa          | 1–1       | 0–1         | 4° lugar    |
| 2023–24   | UEFA Europa Conference League | Fase de grupos    | Legia Warsaw         | 1–2       | 0–2         | 4° lugar    |
| 2024–25   | UEFA Conference League        | 2° Clasificatoria | Bravo                | 0–1       | 3–1         | 3–2         |
| 2024–25   | UEFA Conference League        | 3° Clasificatoria | Botev Plovdiv        | 2–0       | 1–2         | 3–2         |
| 2024–25   | UEFA Conference League        | Playoff           | Vitória de Guimarães | 0–4       | 0–3         | 0–7         |

1 La UEFA expulsó al FK Partizan del torneo por tener problemas para jugar el partido de vuelta en Mostar, por lo que el partido fue suspendido en el minuto 10. La UEFA juzgó que los aficionados de FK Partizan que asistieron al juego fueron los causantes del problema., pero el FK Partizan jugó el partido de vuelta bajo protesta por una apelación presentada ante la UEFA. Sin embargo, la apelación del FK Partizan fue rechazada y el Zrinjski Mostar clasificó.

## Entrenadores
- Vladimir Skočajić
- Vjeran Simunić
- Blaž Slišković (1995–97)
- Ivica Barbarić (2002–03)
- Stjepan Deverić (2003–04)
- Franjo Džidić (2004–05)
- Blaž Slišković (agosto de 2005–octubre de 2007)
- Dragan Jović (octubre de 2007–septiembre de 2010)
- Marijan Bloudek (septiembre de 2010–noviembre de 2010)
- Slaven Musa (noviembre de 2010–abril de 2012)
- Draženko Bogdan (interino) (mayo de 2012)
- Dragan Perić (mayo de 2012–marzo de 2013)
- Branko Karačić (abril de 2013–2015)
- Mišo Krstičević (enero de 2015-marzo de 2015)
- Vinko Marinović (marzo de 2015–2016)
- Ivica Barbarić (2016–17)
- Blaž Slišković (2017–18)
- Ante Miše (2018)
- Blaž Slišković (2018–2019)
- Hari Vukas (2019)
- Nenad Gagro (2019)
- Mladen Zizovic (2019-2021)
- Sergej Jakirovic (2021-)